# Babi Las
Babi Las (niem. Reitenbach) – przysiółek wsi Chróścice w Polsce położony w województwie opolskim, w powiecie opolskim, w gminie Dobrzeń Wielki.
W latach 1975–1998 przysiółek położony był w „starym” województwie opolskim.
Należy do sołectwa Chróścice.